# Plagiolirion horsmannii
Plagiolirion horsmannii är en amaryllisväxtart som beskrevs av John Gilbert Baker. Plagiolirion horsmannii ingår i släktet Plagiolirion och familjen amaryllisväxter. Inga underarter finns listade i Catalogue of Life.